# Caroline Emmer De Albuquerque Green
Caroline Emmer De Albuquerque Green ist Forschungsdirektorin am Institut für Ethik in der KI an der Universität Oxford. Sie leitet das Accelerator Fellowship Programm des Instituts, eine Initiative, die Menschen mit unterschiedlichem Hintergrund, aus Industrie, Wissenschaft, Regierung und Zivilgesellschaft zusammenbringt, um gemeinsam an ethischen Fragen zu arbeiten, die KI-Technologien aufwerfen. Sie ist auch Co-Leiterin des Oxford Project on the responsible use of generative AI in adult social care, einer sektor- und berufsübergreifenden Zusammenarbeit mit Sitz in Großbritannien.

## Ausbildung
Bereits während ihrer Jugend interessierte sie sich für Ethik und Menschenrechte, das spiegelt sich auch in der Wahl ihrer Ausbildungen:
- Rechtswissenschaften an der University of Edinburgh
- MSc Human Rights an der London School of Economics and Political Science
- MA in investigativem Journalismus an der City University of London
- Doctor of Philosophy (Gerontologie) vom King’s College London, Doktorarbeit: The potential role for human rights in care homes for older people: Multiple perspectives[2], in Deutsch: Die mögliche Rolle der Menschenrechte in Pflegeheimen für ältere Menschen: Mehrere Perspektiven

## Frühere Arbeitsplätze
Auch die Wahl ihrer Arbeitsplätze war immer mit dem Thema Menschenrechte verbunden:
- UNHCR in Nürnberg
- Council of Europe in Straßburg
- Amnesty International in London
- Deutsche Gesellschaft für internationale Zusammenarbeit in Berlin und Frankfurt am Main
- Hochschule München University of Applied Sciences (Hochschullehrerin und Forscherin)
- Josef und Luise Kraft-Stiftung (Projektmanagerin)
- King’s College London Global Health and Social Medicine (Hochschullehrerin)
- Institute of Health & Social Care Management (Vorsitzende der Power and Rights Group, Social Care Innovators)[3]

## Aktuelle Arbeitsschwerpunkte
Ihre akademischen Forschungsschwerpunkte liegen in den Bereichen Menschenrechte, KI und Gesundheits-/Sozialfürsorge. Sie interessiert sich besonders für die Lebensqualität im Alter und dafür, wie KI dazu beitragen kann, Systeme zu entwickeln, die für die alternde Bevölkerung geeignet sind. Derzeit forscht sie, um die Bedeutung von verantwortungsvoller KI im Geschäftskontext zu verstehen und insbesondere zu verstehen, wie man mit Stakeholdern zusammenarbeiten kann, um KI-bezogene Risiken und Chancen zu bewerten und zu mindern.
Der aktuelle Arbeitsschwerpunkt ist die Erforschung von Nutzen und Risiken von Künstlicher Intelligenz in der Altenpflege. Das offensichtlichste Problem ist die Privatsphäre und der Datenschutz. Viele Menschen sind sich nicht bewusst, dass sie durch die Verwendung der beliebten KI-Tools wie ChatGPT oder Googles Gemini, Daten übermitteln, die bei der Ausbildung und Veränderung der Sprachmodelle im Kern dieser Technologien verwendet werden. Die übermittelten Daten werden von diesen Organisationen gespeichert und sind anfällig für Datenschutzverletzungen. Um dieses und andere Risiken zu bekämpfen, versucht ihr Projekt, umsetzbare Leitlinien für den angemessenen Einsatz von generativer KI in der Sozialfürsorge und Pflege zu erarbeiten und den Bedarf an weiteren Ressourcen und Schulungen zu ermitteln.

### Oxford Project on the responsible use of generative AI in adult social care
Caroline Emmer De Albuquerque Green organisierte zusammen mit dem Reuben College, Katie Thorn vom Digital Care Hub und Daniel Casson von Casson Consulting im Februar 2024 den ersten Runden Tisch zum verantwortungsvollen Einsatz von generativer KI in der Sozialfürsorge.
Sie brachten über 30 Organisationen und Einzelpersonen zusammen, um über die Vorteile und Risiken des Einsatzes generativer KI in der Sozialfürsorge zu diskutieren. Dieser Gipfel, der an der Universität Oxford stattfand, führte zum Oxford Statement über den verantwortungsvollen Einsatz generativer KI in der Sozialfürsorge. Diese Erklärung beschreibt, was die Branche will, um KI in der Pflege sicher einzusetzen.
Bis 2025 hat sich die Zusammenarbeit ausgeweitet und umfasst nun über 50 Organisationen, die zusammenarbeiten.
Neben dem Steuerungskomitee arbeiten vier Arbeitsgruppen:
- Arbeitsgruppe Ethische Prinzipien
- Arbeitsgruppe Pflegedienstanbieter
- Arbeitsgruppe Softwareentwickler für den Pflegebereich
- Arbeitsgruppe Pflegepersonen (Anwender)[8]

## Publikationen
Neben zahlreichen akademischen Publikationen ist auch eine Übersicht über die aktuelle Forschung zum Thema Recht und Ethik in der Medizin für ältere Menschen in Buchform erschienen:
- Andreas Frewer (Hrsg.), Caroline E.d.A. Green (Hrsg.), Sabine Klotz (Hrsg.): Recht und Ethik in der Medizin für ältere Menschen, Aktuelle Forschungsarbeiten, Erscheinungsdatum: 20. April 2022, 192 Seiten, ISBN 978-3-8260-7483-7[9]

Wichtige akademische Publikationen über die Themen Ethik in der Künstlichen Intelligenz, Covid-19 und Menschenrechte älterer Menschen sind:
- The EU’s AI Act at a Crossroads for Rights, AI Ethics[10]
- The human rights of people living in care homes: never again an afterthought[11]  (Thema: Sterben und Leiden alter Menschen in der Covid-19-Pandemie)
- Human rights and care homes for older people: a typology of approaches from academic literature as a starting point for activist scholarship in human rights and institutional care[12]